# Karl Borde

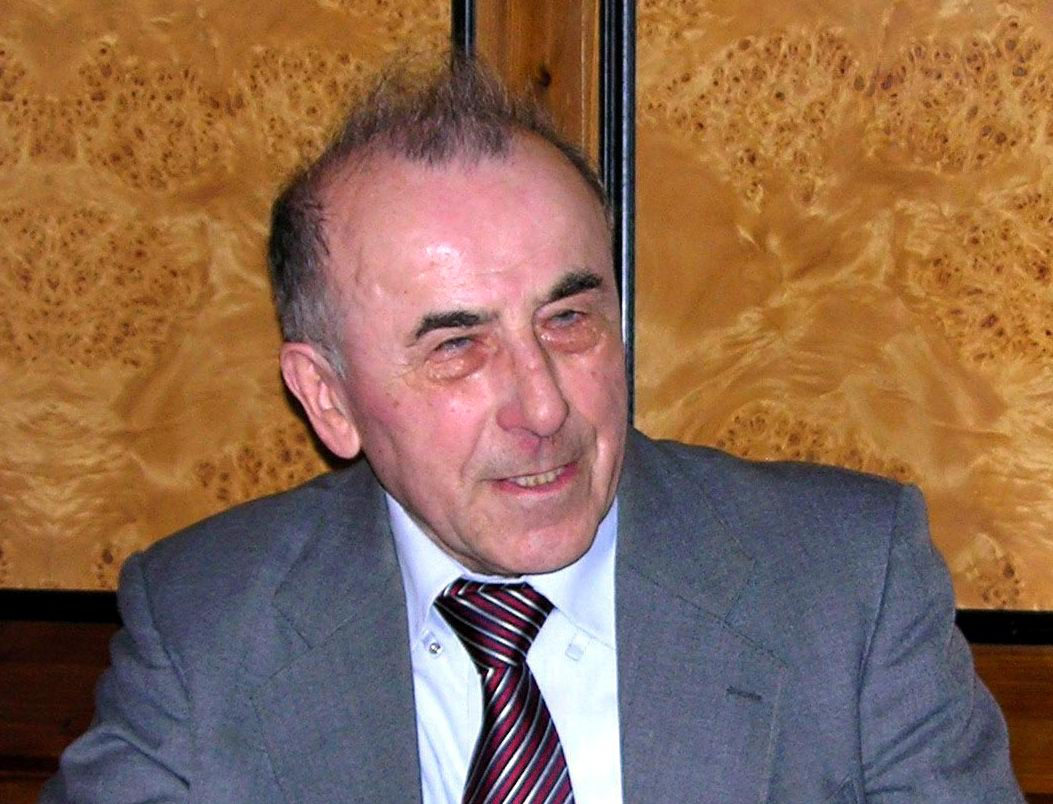
Karl Borde, 2009

Karl Borde (* 23. Januar 1929 in Roche, Tschechoslowakei; † 6. April 2020 in Potsdam) war ein deutscher  landwirtschaftlicher Berater und Fachbuchautor und gilt als einer der Pioniere des Hopfenanbaus in der DDR. Als federführender Autor veröffentlichte er im Jahr 1989 ein Standardwerk zum Thema Hopfen in der DDR. Gemeinsam mit weiteren deutschböhmischen Hopfenbauern, die aus ihrer Heimat vertrieben worden waren, gelang es ihm, in der DDR den Anbau von Hopfen zu etablieren und weiterzuentwickeln. Nach 1989 setzte er sich dafür ein, dass die Bezeichnung „Elbe-Saale-Hopfen“ 2014 als eingetragenes Markenzeichen durch die Europäische Union registriert und anerkannt wurde.

## Leben
Borde wurde als erster Sohn von Sophie Borde (geb. Güttl) und Karl Borde sen. geboren. Die Eltern betrieben eine kleine Landwirtschaft unter anderem mit Hopfenanbau sowie einen Gasthof mit Ladengeschäft. Nach Ende des Zweiten Weltkrieges, im Alter von 16 Jahren, wurde er mit seiner Familie aus der böhmischen Heimat vertrieben. Gemeinsam siedelten sie sich in Sachsen-Anhalt an, wo Karl Borde sen. erneut eine Landwirtschaft übernahm.
Nach einer Lehre im elterlichen Betrieb besuchte Karl Borde eine Fachschule für Landwirtschaft und absolvierte von 1951 bis 1954 ein Studium der Agrarwirtschaft an der Martin-Luther-Universität Halle-Wittenberg. Dieses schloss er als Diplomlandwirt mit einer Arbeit über die Möglichkeiten des Hopfenanbaus in Sachsen-Anhalt ab. Hintergrund hierfür war die Tatsache, dass die sowjetische Besatzungszone bzw. die auf deren Territorium gegründete DDR von den Anbaugebieten in Böhmen und Bayern abgeschnitten und der Hopfenanbau in der Altmark seit ca. 1937 eingestellt worden war. Die DDR benötigte dringend eigenen Hopfen, um eine stabile Versorgung mit Bier sicherzustellen.
Seit jeher galt das Interesse von Karl Borde dem Hopfenanbau. Nach dem Abschluss seines Studiums war er zunächst als Agronom, ab 1957 als Anbauberater für Hopfen für den damaligen Bezirk Magdeburg tätig.
Bereits ab 1950/51 wurden erste Flächen in Sachsen, Sachsen-Anhalt und Thüringen mit Hopfenfechsern bestellt, die aufgrund einer entsprechenden Vereinbarung aus der Tschechoslowakei bezogen werden konnten. Allerdings zeigte sich, dass das Thema einer gezielten Anleitung und Steuerung seitens einer zentralen Stelle bedurfte. Daher wurden 1952 Beratungsstellen für den Hopfenanbau bei den Räten der Bezirke geschaffen. Aus der Produktionsberatung für Hopfen im Volkseigenen Gut (VEG) Saatzucht Bernburg, gegründet 1956, ging 1962 der Konsultationspunkt für Hopfen in Bernburg hervor, dessen Leitung Karl Borde übernahm (1966 Übergang zum Staatlichen Getränkekontor, Außenstelle Hopfen und Malz, Leipzig).
1962 nahm Karl Borde als Gast am Kongress des Europäischen Hopfenbaubüros in Warschau teil. Ab 1968 unterstützte er den AHB Nahrungs- und Genussmittel bei der Übernahme von Hopfenimporten im Ausland. 1970 stellte die DDR auf seine Initiative hin den Antrag auf Aufnahme in das Internationale Hopfenbaubüro (IHB). Die Aufnahme erfolgte 1971. Seither vertrat Karl Borde die DDR gemeinsam mit Vertretern des zuständigen Ministeriums bei den jährlich stattfindenden Kongressen.
Im selben Jahr übernahm Karl Borde die Leitung des VEB Hopfen und Malz in Leipzig. Als Nachfolgeeinrichtung des früheren Konsultationspunktes für Hopfen oblag ihm ebenfalls die organisatorische Betreuung und Planung des Hopfenanbaus sowie die Abnahme, Aufbereitung und Verteilung des Hopfens. Durch die erfolgreiche Zusammenarbeit des VEB Hopfen und Malz Leipzig mit den Erzeugerbetrieben war die DDR ab 1983 in der Lage, den Eigenbedarf an Hopfen zu decken und darüber hinaus sogar Hopfen zu exportieren.
1990 gründete Karl Borde gemeinsam mit Vertretern der führenden Hopfenerzeuger aus den Ländern Sachsen, Sachsen-Anhalt und Thüringen die Hopfenverwertungsgenossenschaft Elbe-Saale. Von 1990 bis zu seinem Eintritt in den Ruhestand 1992 war er Vorsitzender des Vorstandes und Geschäftsführer der HVG Elbe-Saale.

## Internationale Anerkennung
Nachdem die DDR seit 1971 Mitglied des IHB war, übertrug man Karl Borde 1974 den Vorsitz in dessen Wissenschaftlicher Kommission. Der 28. Internationale Hopfenkongress fand 1980 unter der organisatorischen  Leitung von Karl Borde in Dresden statt.
Für seine Verdienste um den Hopfen wurde Karl Borde durch das IHB zweimal ausgezeichnet, als Ritter des Hopfenordens 1973 und 1979 als Officer.
Nach seinem Eintritt in den Ruhestand wirkte er im Antragsverfahren zur Anerkennung der Marke „Elbe-Saale-Hopfen“ als von der EU geschütztes Produkt mit. Seit dem 15. April 2014 existiert dieses mit der Herkunftsbezeichnung „g.g.A.“.